# Jupiter (Schiff, 1975)
Die Jupiter war ein Schiff der vietnamesischen Jupiter Cruises. 

## Geschichte
Das Schiff wurde 1974 als Fähre gebaut. Der Stapellauf erfolgte am 15. September des Jahres. Am 9. Juli 1975 wurde das Schiff an Finland Steamship in Helsinki abgeliefert und am 17. Juli getauft. Anschließend wurde es bis 1981 zwischen Helsinki und Stockholm eingesetzt.
Im April 1981 wurde das Schiff an DFDS verkauft und ab Juni des Jahres als Dana Gloria zwischen Esbjerg und Newcastle bzw. zwischen Göteborg und Newcastle eingesetzt.
1984 bis 1985 fuhr das Schiff als Svea Corona für Silja Line zwischen Stockholm, Mariehamn und Turku. Ende Mai 1985 wurde es wieder in Dana Gloria zurückbenannt und zwischen Kopenhagen und Oslo eingesetzt.
Ende 1988 wurde das Schiff auf der Meyer-Werft in Papenburg um rund 22 Meter verlängert. Anschließend kam es als King of Scandinavia wieder in Fahrt und wurde wieder zwischen Kopenhagen und Oslo und später auch zwischen Kopenhagen, Helsingborg und Oslo eingesetzt.
1994 wurde das Schiff von Color Line gekauft und als Color Viking auf der Route  Bergen – Haugesund - Stavanger – Newcastle eingesetzt. 1998 wurden die Route und das Schiff an Fjord Line verkauft. Die in Jupiter umbenannte Fähre bediente die Route bis 2004, bis sie durch die größere Fjord Norway ersetzt wurde. Von Februar 2006 und Februar 2007 wurde die Jupiter von Statoil als Wohnschiff in der Nähe von Hammerfest eingesetzt. 2007 wurde das Schiff an die Royal Group nach Hongkong verkauft und ab 2008 für Kreuzfahrten in Asien eingesetzt. Ab Juni 2010 wurde das Schiff in Van Ninh aufgelegt.
Am 14. November 2017 kenterte das Schiff vor Vietnam vor Quy Nhon.

## Schwesterschiffe
Die Jupiter hatte zwei Schwesterschiffe, die 2013 in Alang verschrottete Bore Star, sowie die 1995 in Aliağa verschrottete Svea Corona.